# Zdeněk Mikoláš
Zdeněk Mikoláš (* 2. června 1975) je bývalý český fotbalista, záložník.

## Fotbalová kariéra
V československé a české lize hrál za SK Dynamo České Budějovice a Petru Drnovice. Nastoupil v 11 ligových utkáních a dal 1 gól. Ve druhé lize hrál za FK Chmel Blšany.

## Ligová bilance
| Ročník                                   | Zápasy | Góly | Klub                       |
| ---------------------------------------- | ------ | ---- | -------------------------- |
| 1. československá fotbalová liga 1992/93 | 3      | 0    | SK Dynamo České Budějovice |
| 2. česká fotbalová liga 1993/94          | -      | 1    | FK Chmel Blšany            |
| 2. česká fotbalová liga 1994/95          | -      | 0    | FK Chmel Blšany            |
| Gambrinus liga 1997/98                   | 3      | 1    | SK Dynamo České Budějovice |
| Gambrinus liga 1998/99                   | 5      | 0    | Petra Drnovice             |
| CELKEM 1. liga                           | 11     | 1    |                            |